# Cat’s Dream
Cat’s Dream – trzecia płyta autorska Rafała Sarneckiego. Została wydana przez amerykańską wytwórnię Brooklyn Jazz Underground Records w 2014 r. (numer katalogowy: BJUR045). Jest nominowana do Fryderyka 2015 w kategorii „Jazzowy Album Roku”.

## Lista utworów
Źródło:.
| 1. | „Three Old Men from the Land of Aran”   | 8:43    |
|    |                                         |         |
| 2. | „Piazza Verdi”                          | 6:40    |
|    |                                         |         |
| 3. | „Sueño de gatos”                        | 7:09    |
|    |                                         |         |
| 4. | „Czarna porzeczka”                      | 7:43    |
|    |                                         |         |
| 5. | „Name Day Song”                         | 6:29    |
|    |                                         |         |
| 6. | „Plane Crashes and Conspiracy Theories” | 10:23   |
|    |                                         |         |
| 7. | „Ordovician Extinction”                 | 7:20    |
|    |                                         |         |
| 8. | „For Anastazja”                         | 10:44   |
|    |                                         |         |
|    |                                         | 1:05:11 |
|    |                                         |         |

## Wykonawcy
Źródło:.
- Rafał Sarnecki – gitara
- Lucas Pino – saksofon tenorowy, klarnet basowy, flet
- Bogna Kicińska – śpiew
- Glenn Zaleski – fortepian
- Rick Rosato – kontrabas
- Colin Stranaham – perkusja